# Regras Knickerbocker
As Regras Knickerbocker (ou Knickerbocker Rules no original) são um conjunto de regras de beisebol formalizadas por William R. Wheaton e William H. Tucker do Knickerbocker Base Ball Club em 1845. Elas já foram consideradas como a base para as regras do jogo moderno, embora isto seja objeto de controvérsia. As regras são informalmente conhecidas como "estilo Nova Iorque" de beisebol, em oposição a outras variações como o "The Massachusetts Game."

## Controvérsia
Estudos modernos lançaram dúvidas sobre a originalidade dessas regras, pois informações tem surgido sobre os clubes de Nova Iorque que precedem os  Knickerbockers, em particular as regras concebidas por William R. Wheaton para o Gotham Club em 1837. O historiador de beisebol Jeffrey Kittel concluiu que nenhuma das Regras Knickerbocker de 1845 era original, com a possível exceção de entradas com 3 eliminados.

## As regras
Diversas regras ainda estão em uso de alguma forma hoje em dia, enquanto outras estão em direto contraste às regras atuais. Alguns exemplos interessantes estão listados abaixo. A lista como está apresentada, exceto pelos comentários, é tirada diretamente como publicado em 1860 em  Beadle's Dime Base Ball Player, editado por Henry Chadwick:
4ª. As bases deverão ser do "home" para a segunda base, quarenta e dois passos; da primeira para a terceira base, quarenta e dois passos, equidistante.
- Se um passo é de 3 pés (91 centímetros), que são 126 pés (38 metros) diagonalmente sobre o quadrado que faz parte do infield, ou 89.1 pés (27,15 metros) entre bases consecutivas (os cantos do quadrado). As regras atualmente especificam o mesmo método para marcação das bases, apenas aos 127 pés e 3-3/8 polegadas, que representa 90 pés (27 metros) entre as bases. Por outro lado, todas as fontes contemporâneas, tais como o dicionário de Noah Webster, definem um "passo" como 2-1/2 pés (76 centímetros), que fariam as bases ter uma distância de aproximadamente 75 pés (22,86 metros). A primeira regra que estabeleceu as bases à 30 jardas (90 pés ou 27,43 metros) foi promulgada pela Convenção de 1857.

8ª. O jogo consiste de vinte e uma contagens, ou aces; mas na conclusão, um número igual de mãos deve ser jogada.
- Estes termos são reconhecidamente jargões do jogo de carta. O vencedor era o primeiro a anotar "aces" (agora chamado "corridas," um termo do críquete), após um número igual de vezes ao bastão ou "hands" (mãos). Esta regra, combinado com a Regra 15, determinava a duração do jogo em geral. O jogo é agora definido por um certo número de "entradas", outro termo do críquete. Na teoria, um jogo de beisebol poderia ser completado após apenas uma entrada, ou quanto tempo a equipe levasse para anotar as 21 corridas necessárias.
- O padrão da duração de um jogo de nove entradas foi introduzido em 1857. Entretanto, existem muitas circunstâncias em que um jogos de beisebol, e variações como o softball, são mais curtos (ou mais longos) do que nove entradas.

9ª. A bola deve ser lançada, não jogada, para o rebatedor.
- A bola tinha que ser literalmente "lançada," como no jogo de ferraduras (ou jogo da malha). O arremesso de cima para baixo (overhand) não era permitido até 1884, embora a progressão do arremesso de baixo para cima (underhand) para o overhand tenha sido gradual, e os arremessadores fossem até os limites da regra aumentado a velocidade e o desenvolvimento de novos movimentos.[3]
- Entretanto, não havia ainda uma regra especificando precisamente onde o arremessador tinha que ficar e soltar a bola.

10ª. Uma bola rebatida para fora de campo ou para fora do alcance da primeira e terceira bases, é foul.
- Na maioria (mas não em todas) das versões do início do beisebol ou do town-ball, como no rounders e críquete, não havia território foul e toda bola rebatida estava em jogo não importava a dieção.
- Um bola rebatida entre as linhas de base e além do campo não era inicialmente um home run mas uma foul ball. Isto era uma questão irrelevante, pois os primeiros campos tinham cercas muito distantes (quando tinham) e uma rebatida para fora das cercas era um evento improvável.
- As foul balls não eram inicialmente "strikes." Muitos anos depois, quando se tornou claro que um rebatedor poderia rebater foul balls infinitamente em um esforço para conseguir uma boa rebatida, a regra (adotada pela National League em 1901, e pela American League em 1903) foi mudada para que qualquer foul ball fosse um strike a menos que o rebatedor já estivesse com dois strikes. Após o bunt se tornar uma estratégia, ficou claro que um rebatedor poderia literalmente tentar bunts o dia todo na tentativa de rebater um arremesso. Para manter algum equilíbrio, a regra foi alterada em 1894, declarando que qualquer foul bunt era um strike.

11ª. Tentando rebater três bolas e errando e a última sendo pega, é uma mão-fora (eliminado); se não pega é considerada viva, e o rebatedor é obrigado a correr.
- "For it's one, two, three strikes, you're out!" da famosa canção é uma regra antiga. O detalhe adicional, que um  rebatedor ("striker") pode tentar correr para a primeira base se errou o terceiro swing, também existe hoje, exceto se há menos que dois eliminados e a primeira base estiver ocupada, o rebatedor está automaticamente fora. Isto para evitar que o catcher derrube a bola propositalmente e forçar uma corrida e eliminação — a mesma ideia do infield fly rule.
- Note a falte de referência à zona de strike ou o conceito de "bola" ou um "walk." Estes ajustes foram feitos com o tempo para combater estas estratégias:
  - Rebatedores pacientes poderiam se negar a fazer o swing em qualquer arremesso que não gostassem, e atrasar o jogo. O conceito de zona de strike e o  "called" strike foi introduzido em 1858.
  - Arremessadores super-cautelosos poderiam jogar a bola longe do rebatedor e atrasar o jogo. A chamada "bola" (e.g., um arremesso que não é um strike) foi introduzida em 1863, assim como o limite de quantas "bolas" o arremessador poderia ter antes de compensar o rebatedor automaticamente com a primeira base. O número de bolas constituindo um "walk" foi de inicialmente três. Foi se mudando durante os anos (chegando a 9) até que a contagem de quatro bolas foi determinada em 1889.
- Foul balls não eram consideradas strikes inicialmente, como discutido na Regra 10.

12ª. Se uma bola for rebatida e pega, ou voando ou no primeiro quique, é uma mão-fora (eliminado).
- Pegar uma fair ball no primeiro quique contava como um eliminado até a temporada de 1865. Isto foi antes das luvas serem usadas (ou permitidas), e obviamente era mais fácil de apanhar aquela bola dura no primeiro quique. Isto também proporcionou  ao jogo um certo equilíbrio. O catcher jogava bem atrás do plate, por razões de segurança, e os equipamentos de proteção ainda não tinham sido desenvolvidos.

13ª. Um jogador correndo as bases poderá estar fora, se a bola estiver nas mãos do adversário em base, ou o corredor for tocado com a bola antes de chegar em base; seja entendido, entretanto, que em nenhum caso a bola seja atirada no corredor.
- A parte importante da regra é não permitir que um jogador seja eliminado atirando a bola nele. Isto era chamado algumas vezes de "soaking" ou  "plugging" o corredor. Uma versão escolar, o kickball, usando uma grande bola inflada, ainda permitia que jogadores fossem eliminados os atingindo (abaixo da área da cabeça) com essa bola bem mais macia.
- Note que sob esta regra um corredor poderia ser eliminado tocando a base em que ele estivesse tentando alcançar, "forçado" ou não; uma alteração de  1848 limitava esta prática apenas à primeira base. O force-out moderno nas outras bases apareceu em 1854.

15ª. Três mãos fora, todos fora.
- Três foram para cada meia entrada, uma nova regra. As primeiras formas do townball e jogos relacionados eram ou "todos fora, todos fora" como no críquete, ou "um fora, todos fora" (qualquer eliminação termina com a vez ao bastão da equipe). Se referindo novamente à terminologia dos jogos de  carta, uma "mão" é agora chamada de "vez ao bastão", ou mais genericamente, a progressão de um rebatedor e/ou corredor específico ao bastão e/ou nas bases.
- Esta é uma diferença fundamental  entre o primo do beisebol, o críquete, na qual todos os rebatedores tomam suas respectivas vezes ao bastão em uma única entrada.

16ª. Jogadores devem ir ao bastão em turnos regulares.
- Específica que a ordem de rebatedores é fixa. Outra regra antiga que ainda se aplica ao jogo moderno.

18ª. Nenhum ace ou base pode ser conquistada em um foul strike.
- Estabelece que nem o rebatedor nem os corredores em base podem avançar em uma foul ball (a foul ball tendo sido defiinida na Regra  10). Outra regra que ainda se aplica ao jogo moderno.

20ª. Apenas uma base permitida quando uma bola for para fora do campo quando rebatida.
- o campo externo era tido como "ilimitado", em geral. O único "home run" era literalmente um arranque entre as bases, quando a bola era rebatida entre os campistas externos.